# Bobby Treviño
Carlos «Bobby» Treviño Castro (Monterrey, Nuevo León; 15 de agosto de 1945 – Monterrey, Nuevo León; 5 de diciembre de 2018) fue un beisbolista mexicano que jugaba en la posición de jardinero. Jugó en la Grandes Ligas de Béisbol (MLB) con los California Angels, y disputó 13 temporadas en la Liga Mexicana de Béisbol (LMB), entre 1964 y 1979.

## Carrera
Formó parte del equipo mexicano que ganó el título de la Serie Mundial de Pequeñas Ligas en 1958. Treviño comenzó su carrera profesional en el béisbol en 1964, a los 20 años. Jugó tanto en la Liga Central Mexicana como en la Liga Mexicana de Béisbol esa temporada.
En 1966, Treviño (conocido como «Bobby» en Estados Unidos) fue contratado por los California Angels. Allí bateó .268 para los El Paso Sun Kings en la Liga de Texas en 1967 y luego se fue a los Seattle Angels de la Liga de la Costa del Pacífico; no obstante, tuvo un pobre desempeño y regresó a El Paso. El 22 de mayo de 1968, los Angels llamaron a Treviño a su roster de las Grandes Ligas para reemplazar al lesionado Jay Johnstone. Treviño jugó 17 partidos para el equipo, consiguiendo 9 hits en 40 turnos al bate, con 1 carrera anotada, 1 carrera impulsada y 1 extra base (un doble). Esos partidos fueron las únicas apariciones de Bobby en la MLB.
En 1969, hizo historia en El Paso. Comenzó la temporada con un gran bateo y conectó un hit en cada uno de sus primeros 37 juegos. La racha de 37 juegos bateando de hit estableció un récord de la Liga de Texas que aún se mantiene. Probablemente fue el mejor año de Treviño en el béisbol profesional, ya que estableció récords personales en promedio de bateo (.314), jonrones (6) y carreras impulsadas (92). Sin embargo, antes de la temporada de 1970, la organización de los Ángeles de California lo envió de regreso a la Liga Mexicana.

### Retiro, vida posterior y muerte
Treviño no jugó en el béisbol organizado después de 1979. Más tarde fue mánager en México durante tres temporadas en las décadas de 1970 y 1980. Murió en su casa el 5 de diciembre de 2018.